# Javier Paredes
Javier Paredes Arango (* 5. Juli 1982 in Oviedo) ist ein spanischer Fußballspieler.

## Karriere
Seine Fußballerkarriere startete Javier Paredes 1999 bei der zweiten Mannschaft von Real Oviedo. 2001 gelang ihm dann der Sprung als Ersatzspieler in die erste Mannschaft der Asturianer. Aufgrund der schwachen sportlichen Lage seines Heimatvereins wechselte er im Jahr 2003 zur zweiten Mannschaft von Real Madrid, welche allgemein bekannt ist als Sprungbrett für junge Spieler aus aller Welt in den Profifußball. Und so schaffte es auch Paredes 2005 zum Primera-División-Aufsteiger FC Getafe, einem Vorstadtclub aus Madrid. Nachdem er auch bei dem Underdog aus Getafe überzeugen konnte, gelangte er im Sommer 2007 zum größten und bekanntesten Club aus der Provinz Aragonien, Real Saragossa, mit dem er am Saisonende völlig unerwartet den bitteren Gang in die Segunda División antreten musste. Ein Jahr später gelang der Wiederaufstieg. In der Saison 2013/14 stieg man erneut ab.
Im Februar 2014 wurde sein Vertrag in Saragossa aufgelöst.
Im Januar 2015 schloss er sich dem Zweitligisten Albacete Balompié an. Mit Albacete musste er in der Saison 2015/16 in die Segunda División B absteigen.